# Kneiphof

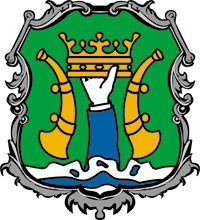
Wappen von Kneiphof

Kneiphof (russisch Кнайпхоф Knaipchof) war die Bezeichnung für eine der drei Städte Königsbergs. 1785 gehörten zu diesem Stadtteil die vordere und hintere Vorstadt sowie der alte oder trockene Garten auf dem Haberberg, der Nasse Garten und die Festung Groß Friedrichsburg.

## Name
Der Name leitet sich von dem prußischen Wort „knypabe“ (kneip-abe, ape=Fluss) ab und bedeutet umflutet sein, überschwemmt werden. Die Dominsel war eingeschlossen von den beiden Pregelarmen: nördlich vom „Neuen Pregel“ (Lipza) und südlich vom „Alten Pregel“ (Natangischer Pregel). Das Kneiphöf’sche Areal begann also beim Litthauischen Baum im Osten und endete am Holländer Baum im Westen.

## Geschichte

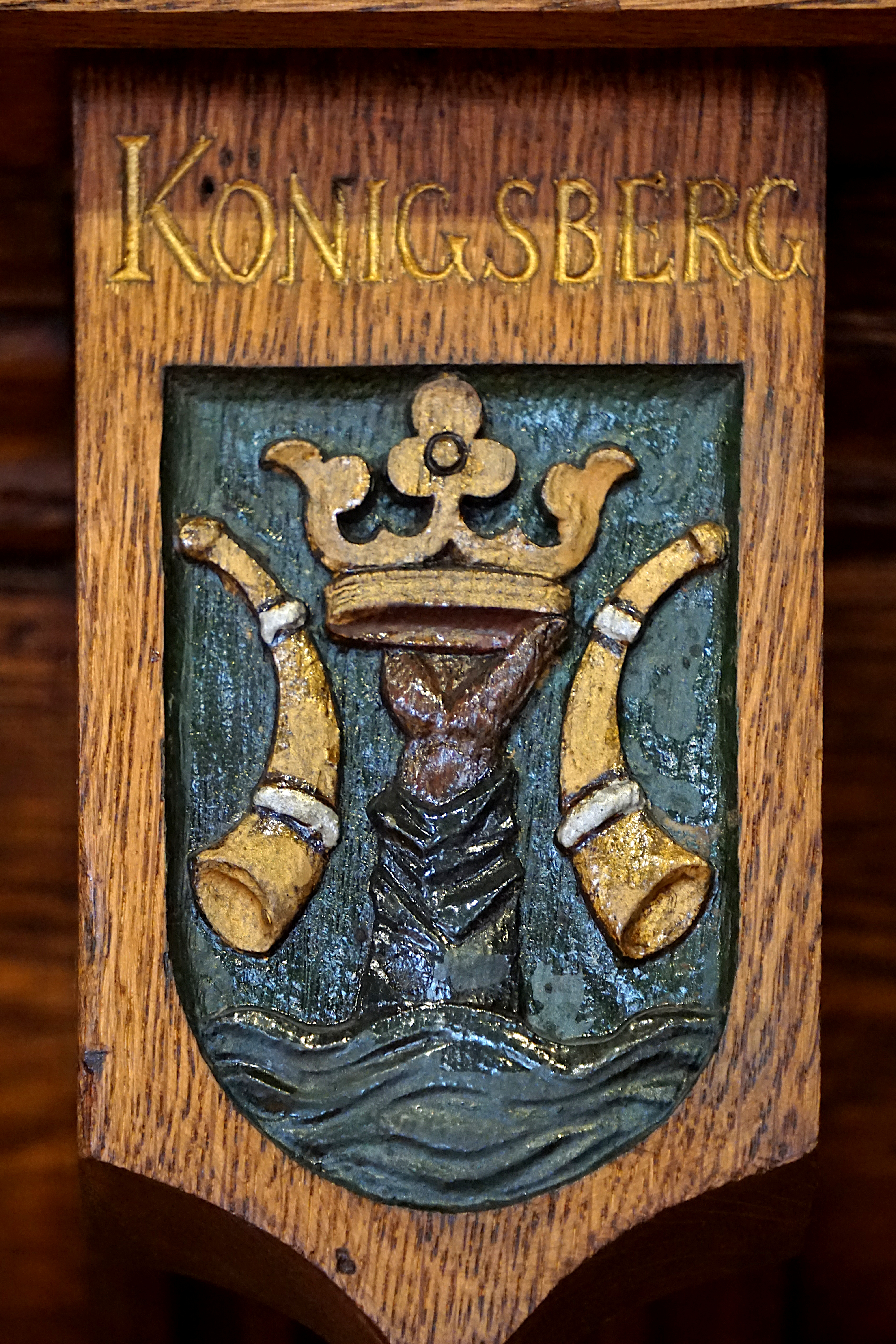
Wappen von Kneiphof (Königsberg) im Plenarsaal des altstädtischen Rathauses in Danzig

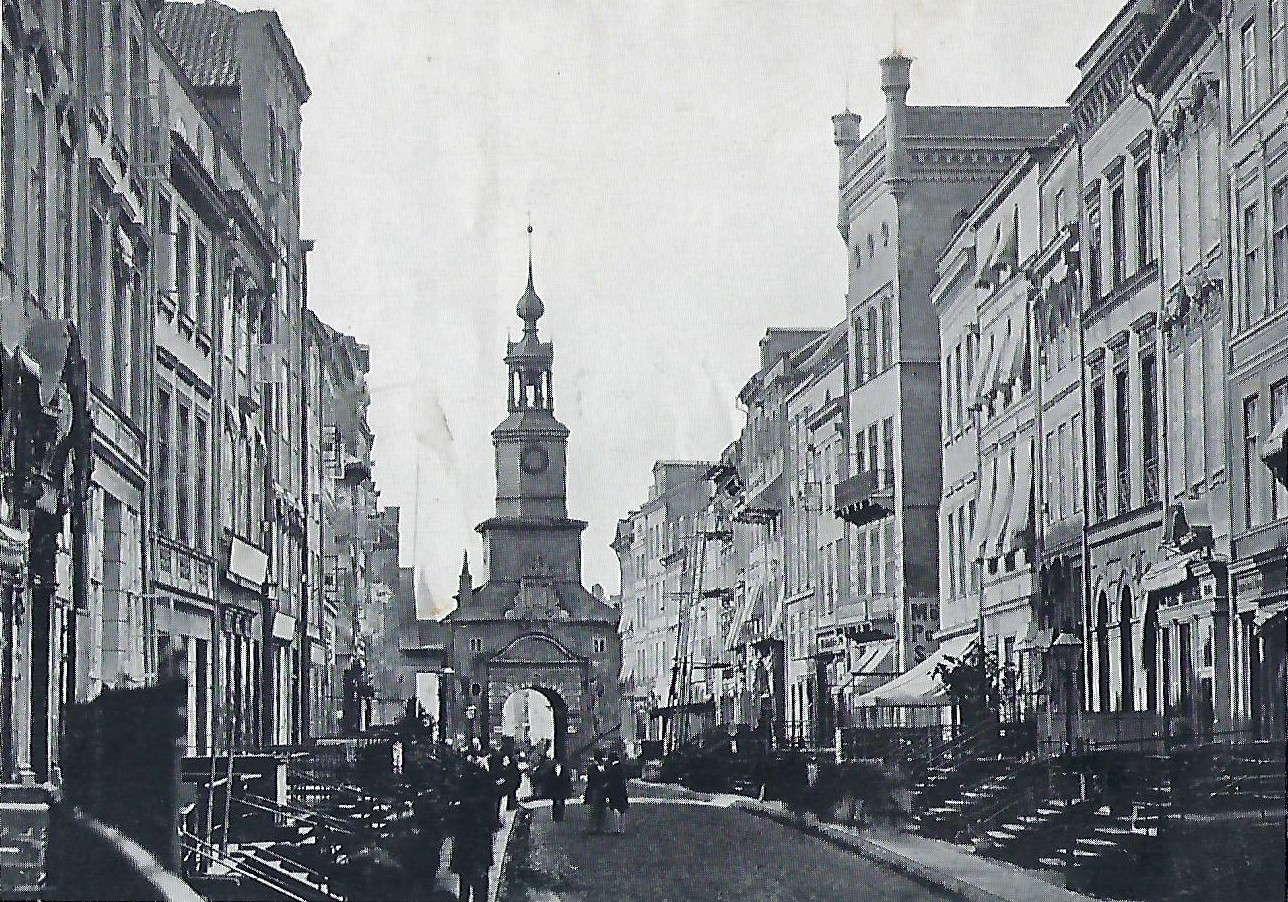
Kneiphöfische Langgasse und Grünes Tor (1864)

In den ältesten Zeiten wurde die morastige Insel auch Pregormunde, Pregelmünde oder Vogtswerder genannt. Die Bebauung soll 1324 mit der Anlage der Langgasse, der Krämerbrücke und der Grünen Brücke begonnen haben. Seit 1327 ist die Insel als Stadt privilegiert. 1332 wurde durch den Hochmeister Luther von Braunschweig das Domkapitel (Alter Dom) von der Altstadt auf den Kneiphof verlegt. Zum Kneiphof gehörten die vordere und die hintere Vorstadt und der Haberberg. Solange nur zwei Brücken die Dominsel mit den anderen Stadtgebieten verbanden, vermehrten sich in den Vorstädten die Speicher und Wirtshäuser. Zwei Bären sind Halter des Kneiphöf’schen Stadtwappens. Zwischen zwei Jagdhörnern im grünen Feld wird eine Krone im weißen Feld von einer Hand mit blauem Ärmel emporgehalten.
Von 1255 bis 1724 war der Kneiphof eine eigenständige, von Großhandel geprägte Stadt mit einer eigenen Stadtverwaltung. Zum Ende des 19. Jahrhunderts war Kneiphof dicht bebaut. Auf der nur knapp 10 Hektar großen Insel befanden sich neben dem Königsberger Dom das Grabmal Immanuel Kants, Universitätsgebäude und viele weitere Altstadtgebäude. Wegen des sumpfigen Bodens mussten vor dem Bau eine große Zahl Eichenpfähle in die Erde gerammt werden. Die Insel war durch fünf Brücken mit dem Festland verbunden. Diese Brücken, zusammen mit zwei weiteren Brücken über den Pregel bildeten das bekannte Königsberger Brückenproblem.
Nach der Bombardierung von Königsberg durch die Royal Air Force im August 1944 waren fast alle Bauten zerstört. Nur der Königsberger Dom und das Kant-Grabmal blieben stark beschädigt erhalten.
Von 1945 bis 1953 wurde die Insel als eine Art Steinbruch genutzt. Ruinen und nur wenig beschädigte Häuser wurden abgebaut, Steine und Ziegel für den Wiederaufbau von Leningrad verwendet. Die Domruine blieb aber stehen, vor allem weil daneben Immanuel Kant beerdigt war, der auch in der Sowjetunion als Wegbereiter der Aufklärung angesehen wurde. In den 1970er Jahren ließ die Kaliningrader Stadtverwaltung auf der Insel einen „Dendropark“ und einen Skulpturenpark anlegen: auf die Fundamentreste wurde eine Lage Erde aufgeschüttet, Wege wurden angelegt, Rasen und Bäume eingepflanzt. Auf den Rasenflächen stehen seitdem Skulpturen aus Museumsreserven und speziell dafür gekaufte Skulpturen.
Anfang der 1990er Jahre, als Kaliningrad auch für ausländische Touristen wieder zugänglich wurde, beschloss der damalige Bürgermeister Witali Schipow, Kaliningrad zu einer Festivalstadt zu machen. Der ehemalige Kneiphof, der nun „Kantinsel“ genannt wurde, erwies sich als guter Platz für die Durchführung solcher Feste: Er liegt unweit des heutigen Zentrums der Stadt, ist aber gleichzeitig relativ isoliert und geräumig.
Der Königsberger Dom wird seit 1992 wiederaufgebaut, die Außenarbeiten sind abgeschlossen; zurzeit laufen noch Arbeiten an der völlig verloren gegangenen Innenausstattung. Bereits 2007 wurde ferner der Plan einer originalgetreuen Rekonstruktion des Kneiphof-Viertels, sowie der Altstadt insgesamt, bekannt, der auch immer mehr Gestalt annimmt.

## Sakralbauten
Im Jahre 1785 (60 Jahre nach Zusammenlegung der drei Städte) gehörten zu Kneiphof:
- Königsberger Dom, die Universitätskirche
- Haberberger Trinitatis-Kirche
- Festungskirche in der Festung Groß Friedrichsburg
- Bethaus der Mennoniten
- Alte Synagoge (Königsberg)

## Modell der Insel
Im Jahre 1993 wurden die zwei Kaliningrader Künstler Waleri Morosko und Olga Dmitrijewa von der Stiftung Königsberg nach Duisburg eingeladen und beauftragt, ein Modell der Insel zu erstellen, das die Bebauung der Insel vor den  Luftangriffen auf Königsberg Ende August 1944 nachbilden sollte. Nach einem halben Jahr Arbeit war die Nachbildung fertig. Im August 1994, bei der Öffnung der Ausstellung zum 450-jährigen Jubiläum der Albertus-Universität, übergab der Bürgermeister von Duisburg das Modell dem Geschichts- und Kunstmuseum Kaliningrads. Das Modell kann dort heute besichtigt werden.

## Insel und Hafen
Zum Westen hin vereinigten sich beide Pregelarme wieder und mündet ins Frische Haff und damit in die Ostsee. Der Hafen Königsbergs stellte somit die Verbindung zwischen Binnenschifffahrt und Seeschifffahrt her. Um den Kneiphof herum lag der Alte Hafen der Stadt. Das Hundegatt mit der Lastadie im Westen der Insel bildete den alten Seehafen. Im Norden zwischen Krämerbrücke und Schmiedebrücke war der Untere Fischmarkt. Hier boten die Fischer ihren Seefischfang aus dem Frischen Haff vor der Kulisse der Handels-, Kontor- und Wohnhäuser feil. Den Seefischen waren tiefe Holzbottiche vorbehalten. Die Fischfrauen priesen den Räucheraal und geräucherte Flundern in Holzkisten zumeist am Unteren Fischmarkt (zwischen Schmiedebrücke und Hoher Brücke) an. Noch lebende Süßwasserfische wie Hechte, Zander, Barsche zappelten in Holzwannen. In den zahlreichen Kneipen wie in den berühmten Fleckkellern gab es die Spezialität der Stadt, die kräftige saure Kuttelsuppe Königsberger Fleck zu kaufen. Gemüse und landwirtschaftliche Produkte wurden an dem nördlichen bzw. südlichen Teil des Kneiphofes angeboten. Hier sei der Junkergarten erwähnt, der sich zwischen Köttelbrücke und Honigbrücke erstreckte. Der Kneiphof war eine Flussinsel, die zugleich Binnen- und Seehafen der Stadt Königsberg war. An dieser belebten Insel landeten die unterschiedlichsten Schiffe und Kähne an und auch Landfahrzeuge aller Art befuhren sie. Daher waren alle Kneiphofbrücken als Klappbrücken gebaut. Die Kneiphofinsel heißt neuerdings Kant-Insel.

## Kneiphofbrücken
- Grüne Brücke (Königsberg)
- Krämerbrücke (Königsberg)
- Schmiedebrücke (Königsberg)
- Köttelbrücke
- Honigbrücke (Königsberg)